# Frankenweenie (película de 2012)
Frankenweenie es una película animada dirigida por Tim Burton y producida por Walt Disney Pictures. Se trata de un remake del cortometraje del mismo nombre.
A diferencia de la película original, que era un proyecto en imagen real, la nueva usa animación en volumen.
Frankenweenie es una parodia y un homenaje a la película Frankenstein de 1931, basada en la novela homónima de la autora británica Mary Shelley. El reparto de las voces incluye a cuatro actores que habían trabajado previamente en producciones de Burton: Winona Ryder (Beetlejuice y Edward Scissorhands), Catherine O'Hara (Beetlejuice y The Nightmare Before Christmas), Martin Short (Mars Attacks!) y Martin Landau (Ed Wood y Sleepy Hollow).
La película fue realizada en blanco y negro. Es la cuarta producción de Burton utilizando la técnica de stop-motion y la primera de ellas que no es un musical. En el filme, un niño llamado Víctor pierde a su amado perro, un Bull Terrier llamado Sparky, y usa el poder de la electricidad para resucitarlo. La película contiene una gran cantidad de parodias relacionadas con el mencionado libro de Mary Shelley, además de otros clásicos del cine y la literatura como Godzilla y Drácula.
Frankenweenie, la primera película en blanco y negro grabada con la técnica de stop-motion publicada en formato IMAX 3D, fue estrenada en cines el 5 de octubre de 2012, consiguiendo reseñas positivas por parte de la crítica especializada. La cinta ganó el Premio Saturn por mejor película animada y fue nominada a un Premio de la Academia por mejor producción animada, además de obtener nominaciones a un premio Globo de Oro, un premio BAFTA y un premio Annie en la misma categoría.

## Argumento
Víctor Frankenstein vive con sus padres y su perro Sparky en la tranquila ciudad de New Holland.
Víctor es un niño muy inteligente y creativo, pero no tiene amigos en la escuela y su único amigo es Sparky.
Un día normal de clases, llega un nuevo profesor de ciencias llamado Sr. Rzykruski, el cual se gana la admiración de todos los niños de la clase por su peculiar forma de explicar las cosas.
Al acabar las clases, una chica de la clase de Víctor a la que todos llaman "niña rara", habla con Víctor y le dice que su gato tuvo un sueño con él, lo cual significa que algo grande ocurrirá pronto.
De vuelta en casa, Víctor le pide a sus padres que firmen una hoja de permiso que le permitiría participar en una feria de ciencias de la escuela, pero el padre preocupado por el aislamiento de su hijo le anima a jugar béisbol a cambio de firmar el permiso para la feria.
Víctor batea un home run en su primer partido, pero Sparky, persiguiendo la pelota, es arrollado por un coche y muere. Inspirado por la demostración de su profesor de ciencias, el señor Rzykruski, sobre el efecto de la electricidad en ranas muertas, un deprimido Víctor desentierra el cadáver de Sparky, lo lleva a su laboratorio improvisado en el ático, y con éxito le da nueva vida con un rayo. Al día siguiente, Víctor se va a la escuela y deja a Sparky en el ático. Al ver a un gato desde la ventana, Sparky se escapa del ático y explora el vecindario. Lo reconoce el compañero jorobado de Víctor, Edgar Gore, que chantajea a Víctor para que le enseñe a revivir a los muertos. Los dos reaniman un pez muerto, que resulta invisible debido a un error en el experimento.
Edgar le muestra el pez muerto a sus otros compañeros de clase; Toshiaki y Bob, los cuales al ver esto saben que pueden perder en la feria de ciencias ante Edgar, así que realizan un nuevo invento, pero en el proceso ocurre un accidente y Bob se rompe un brazo.
La madre de Bob, al enterarse de que su hijo tuvo ese accidente realizando experimentos de ciencia, cree que el profesor de ciencias es una amenaza y así lo manifiesta en la reunión de padres de la escuela en frente del alcalde, el cual decide despedir al maestro, pero los padres de Víctor se oponen y exigen que el señor Rzykruski por lo menos se justifique, ya que ellos lo apoyan. Pero el profesor al explicarse frente al resto de los padres solo los hace enojar más, provocando que lo despidan.
Mientras esto ocurre en la escuela, Víctor se encuentra solo en su casa y aprovecha para sacar a Sparky al patio, pero este se aproxima a la cerca que da con la casa vecina, en donde se encuentra Elsa Van Helsing, la sombría sobrina del alcalde y su perrita Persephone.
Sparky ladra al ver a Persephone ya que está enamorado de ella, pero Víctor lo retiene para que Elsa no lo descubra. Elsa solo le dice a Víctor que en verdad lamenta lo que le ocurrió a Sparky, antes de que Víctor entre de nuevo a su casa cuando ve que sus padres han regresado.
Al día siguiente los niños se decepcionan al saber que el señor Rzykruski se ha ido y que la maestra de gimnasia será la juez de la feria a pesar de no tener idea alguna sobre ciencia.
Víctor abandona la clase y ve a su profesor de ciencias empacando sus cosas para irse, el profesor le dice que en New Holland no hay muchos científicos, que se necesitan más y que está seguro de que Víctor sería un buen científico. Víctor decide resolver sus dudas con respecto al experimento que hizo para revivir a Sparky y por qué falló con el pez que tenía Edgar. Le explica a su profesor que hizo un experimento que la primera vez resultó, pero que la segunda vez falló. El señor Rzykruski le pregunta si la primera vez que lo hizo amaba su experimento, a lo que Víctor responde que sí, pero la segunda vez no. A lo que el profesor le explica que alteró las variables, Víctor le explica que fue por una mala razón. A lo que el profesor le dice que la ciencia no es buena ni mala, pero se puede usar de ambas maneras y como último consejo le pide que sea cuidadoso. Una vez dicho esto se va, dejando a Víctor algo desanimado.
Los compañeros de Víctor; Bob, Toshiaki y Nassor se quejan de lo ocurrido, cuando Edgar aparece y estos le preguntan como fue que logró crear el pez invisible, Edgar entonces habla de más y explica que lo hizo Víctor y que ya lo había hecho con Sparky. A lo que los compañeros de Víctor deciden copiar el experimento, creyendo que Víctor lo hizo para ganar la feria y así no perder ante él.
Los padres de Víctor descubren a Sparky en el ático y se asustan, haciendo que el perro huya. Víctor y sus padres empiezan a buscar a Sparky mientras que los compañeros de clase invaden el laboratorio, descubriendo la fórmula de reanimación de los muertos de Víctor.
Los compañeros de clase por separado realizan sus experimentos, que van mal y transforman a los animales muertos en monstruos. La niña rara coge un murciélago muerto, que su gato, el Sr. Bigotes, muerde cuando ella estaba haciendo el experimento de resurrección, convirtiéndolo en un gato vampiro. Edgar experimenta con una rata muerta que encontró en la basura reviviéndola en un hombre rata; Nassor revive su hámster, Colossus, que estaba momificado en el cementerio de mascotas; Toshiaki revive a su tortuga Shelley y, mientras se realiza el experimento, la tortuga se convierte en una gigante. Por último, Bob da vida a algunos sea Monkeys que se convierten en monstruos humanoides anfibios. Los monstruos se dirigen a la feria donde se celebra el día de los holandeses del pueblo en donde causan estragos.
Después de encontrar a Sparky en el cementerio de la ciudad, Víctor ve a los monstruos que atacan la feria y va a ayudar a sus compañeros de clase para lograr detenerlos. Los sea Monkeys explotan después de comer sal cubierta de palomitas de maíz, y Coloso es pisado por Shelley, mientras que la rata y Shelley vuelven a su forma original debido a que se electrocutan. Durante el caos, la perrita de Elsa Van Helsing es agarrada por el Sr. Bigotes y llevada a un molino de viento abandonado. Elsa la sigue. La gente del pueblo culpa a Sparky por la desaparición de la niña y lo persiguen hasta el molino de viento, donde el alcalde por accidente incendia el negro molino. Víctor y Sparky entran en el molino de viento ardiente al rescate de Elsa, logrando salvarla, pero el gato vampiro ataca a Víctor y lo deja inconsciente en el interior del molino. Sparky rescata a Víctor, sólo para ser arrastrado hacia el interior por el Sr. Bigotes. Ambos animales mueren; el gato vampiro cuando una estaca de madera se desprende del molino y lo atraviesa, y Sparky cuando el molino se derrumba. Para recompensar a Sparky por su valentía, la gente del pueblo se reúne para revivir a Sparky con baterías de sus autos, reanimando al perro una vez más. Al final Sparky y Persephone logran encontrarse y juntan sus narices, simbolizando un beso.

## Reparto

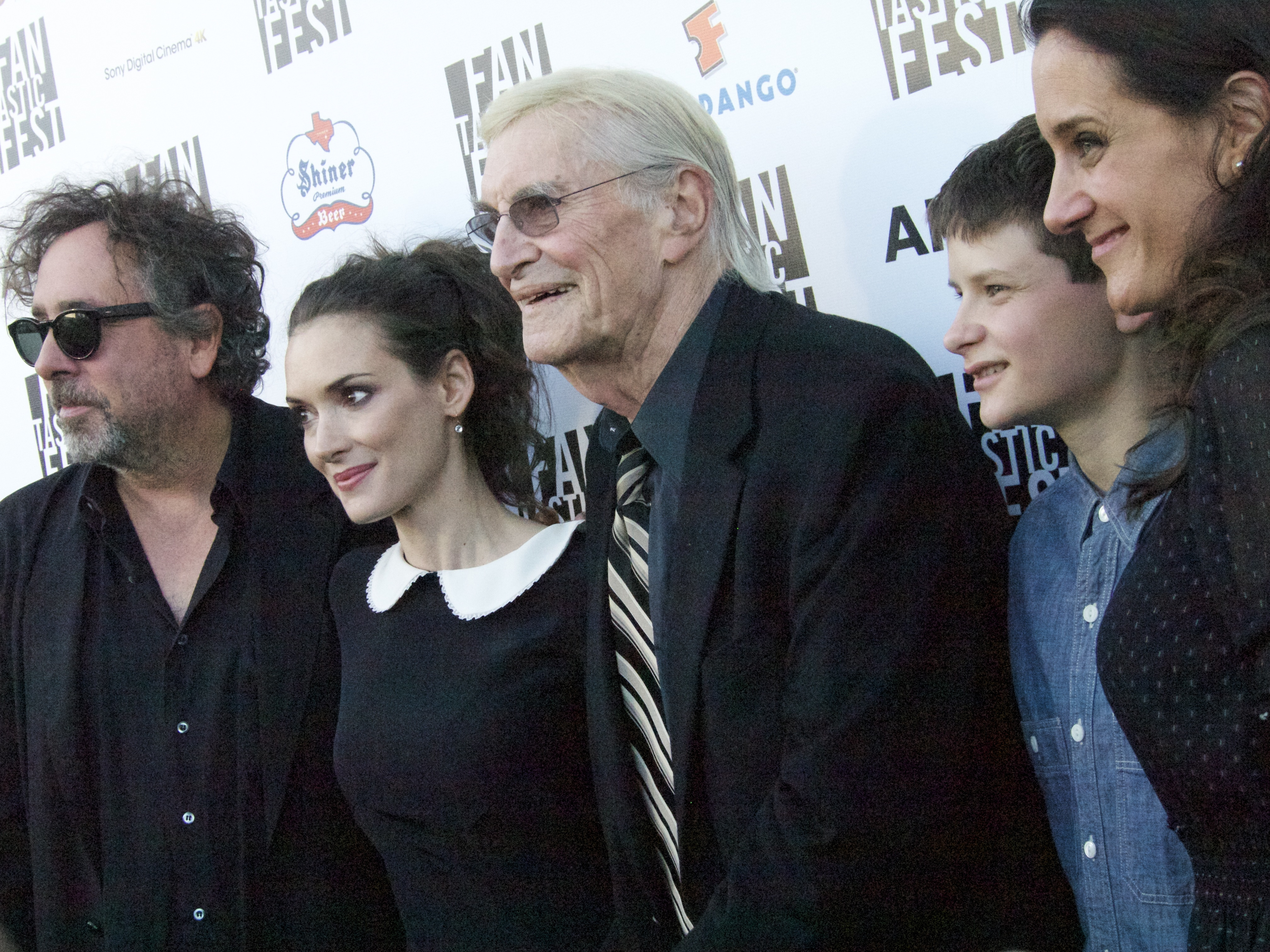
Tim Burton, Winona Ryder, Martin Landau, Charlie Tahan y Allison Abbate en el estreno de la película en el Fantastic Fest en Austin, Texas.

| Personaje           | Actor original      | Actor de doblaje - México | Actor de doblaje - España |
| ------------------- | ------------------- | ------------------------- | ------------------------- |
| Victor Frankenstein | Charlie Tahan       | Emilio Treviño            | Mario García              |
| Sparky              | Frank Welker        |                           |                           |
| Sr. Frankenstein    | Martin Short        | Jesús Barrero             | Alejandro Martínez        |
| Sra. Frankenstein   | Catherine O'Hara    | Graciela Gámez            | Paloma Porcel             |
| Edgar "E" Gore      | Atticus Shaffer     | Fernando Calderón         | Eduardo Candeira Balas    |
| Elsa van Helsing    | Winona Ryder        | Leyla Rangel              | Belén Rodríguez           |
| Mr. Rzykruski       | Martin Landau       | Eduardo MacGregor         | Claudio Rodríguez         |
| Bob                 | Robert Capron       | Irving Corona             | Óscar López Landa         |
| Madre de Bob        | Conchata Ferrell    | Yolanda Vidal             | María Jesús Varona        |
| Toshiaki            | James Hiroyuki Liao | Raúl Aldana               | Akihiko Serikawa          |
| Sr. Beirgemeister   | Martin Short        | Humberto Vélez            | Luis Mas                  |

## Producción

### Desarrollo
Aunque Tim Burton firmó un contrato con Disney para dirigir dos proyectos en Disney Digital 3D, incluyendo a Alicia en el país de las maravillas y su remake de Frankenweenie, el desarrollo de su versión en stop motion dio inicio en noviembre de 2005, cuando los guiones fueron escritos por Josann McGibbon y Sara Parriott. Se le propuso a John August una reescritura de los mismos en 2006, pero no fue contratado hasta enero de 2009. Como la versión original, la versión en stop motion fue grabada en blanco y negro. Muchos de los animadores de la película Corpse Bride participaron del proyecto.

### Filmación
La filmación dio inicio en los estudios Three Mills en julio de 2010. Fueron creados tres estudios gigantes de sonido, incluyendo el ático de la familia de Víctor, un cementerio en exteriores y el interior de la escuela. Los estudios de sonido fueron divididos en 30 áreas separadas adecuadas para el estilo artesanal de la realización cinematográfica. Comparado con otros sets de producciones stop motion, el de Frankenweenie fue mucho más grande. Fueron utilizadas alrededor de 200 marionetas, con aproximadamente 18 versiones diferentes para Víctor.

### Música
A principios de 2011 se anunció que Danny Elfman trabajaría en la banda sonora de Frankenweenie. Antes del lanzamiento de la película, se lanzó un álbum conceptual para la banda sonora, titulado «Frankenweenie: Unleashed! (Music Inspired by the Motion Picture)», junto a la partitura de Danny Elfman, denominada «Frankenweenie: Original Motion Picture Soundtrack».
«Strange Love» de Karen O fue promocionado como el tema central de la película y sencillo principal de la banda sonora, mientras que «WONDER VOLT» de Kaela Kimura es el tema principal de la edición japonesa.

## Estreno
La película originalmente estaba programada para estrenarse en noviembre de 2011, sin embargo la película estaba comenzando a grabarse en ese año decidieron darle ese puesto a la película de Los Muppets Aún así la fecha de la Película fue movida a marzo de 2012.
 Finalmente, se anunció que el estreno se haría el 12 de octubre de 2012.

## Críticas
Frankenweenie recibió críticas favorables del 79%. Por su parte, Alexis Puig, crítico argentino de cine, dio un 100% a la película, con buenas críticas:

«Espectacular regreso de Burton al mundo de la animación, en esta cinta homenaje al cine de terror clásico que es sin dudas, su mejor largometraje en años.
Rodada con la artesanal técnica del “cuadro a cuadro” y en un blanco y negro de bellísima fotografía, la película es un verdadero deleite para los sentidos. Los amantes del cine freak, obviamente la disfrutaran mas, para el público no iniciado puede ser esta una oportunidad única de entender la mente fantasiosa y creativa de un director único.
La dirección artística, y la banda sonora de un Danny Elfman, terminan de redondear esta verdadera joya, destinada a convertirse en un clásico del séptimo arte.»